# Nez Cassé
Nez Cassé är ett berg i Guadeloupe (Frankrike). Det ligger i den södra delen av Guadeloupe, 8 km nordost om huvudstaden Basse-Terre. Toppen på Nez Cassé är 1 245 meter över havet, eller 57 meter över den omgivande terrängen. Bredden vid basen är 0,45 km. Nez Cassé ingår i Les Mamelles.
Terrängen runt Nez Cassé är huvudsakligen kuperad, men åt sydost är den bergig.  Närmaste större samhälle är Saint-Claude, 4,1 km sydväst om Nez Cassé. Omgivningarna runt Nez Cassé är en mosaik av jordbruksmark och naturlig växtlighet.